# Automatic Terminal Information Service
Das ATIS (Automatic Terminal Information Service) ist eine automatische Informationsdurchsage für den Flugverkehr an Flugplätzen mit Instrumentenflugverkehr. Sie wurde eingerichtet, um den Sprechfunk an Flugplätzen zu entlasten.

## Funktionsweise
Das ATIS läuft automatisch in einer Endlosschleife (Bandansage, bzw. deren digitaler Entsprechung) auf einer bestimmten Flugfunk-Frequenz und gibt Auskunft über Wetterverhältnisse sowie weitere für Ab- und Anflug relevante Informationen (z. B. aktive Landebahn, Luftdruck QNH u. a.) an einem Flugplatz. Sie wird entweder auf Band gesprochen oder mittels Text-To-Speech Software (Sprachsynthese) generiert.
Die ATIS-Ansage deutscher Flugplätze wird alle 30 Minuten neu ausgegeben (immer 20 Minuten nach und 10 Minuten vor der vollen Stunde). Bei kurzfristigen Wetterveränderungen oder anderen wichtigen Änderungen wird die ATIS-Ansage eventuell auch zwischenzeitlich aktualisiert. Jede neue Ansage bekommt als „Versionskennung“ den jeweils nächsten Buchstaben des Alphabetes, der nach den Regeln des ICAO-Alphabets ausgesprochen wird.

## Entlastung des Sprechfunkverkehrs
Piloten, die unter IFR (Instrumentenflug) fliegen und starten oder landen wollen, sind angewiesen, zunächst das ATIS abzuhören. Bei der Kontaktaufnahme mit den zuständigen Stellen des Flugplatzes nennt der Luftfahrzeugführer den Kennbuchstaben der ihm vorliegenden ATIS-Meldung, um sicherzustellen, dass er die aktuelle Version kennt. Die Gegenstelle bestätigt ihm dann die Richtigkeit des ATIS-Buchstabens oder macht ihn gegebenenfalls darauf aufmerksam, dass in der Zwischenzeit eine neue Meldung veröffentlicht wurde.
VFR-Piloten (Sichtflug) sind hingegen nicht dazu verpflichtet, das ATIS abzuhören.
Der Pilot muss die Landeinformationen nicht zwingend von der ATIS holen. Er könnte sie auch direkt vom Fluglotsen bekommen. Der Fluglotse müsste die gleichen Informationen für jeden Piloten wieder neu durchgeben. ATIS stellt damit eine wesentliche Entlastung der Funkfrequenz des Fluglotsen dar.
ATIS erfolgt meistens auf einer eigenen Frequenz im Sprechfunkbereich, kann aber auch von einem Drehfunkfeuer (VOR) auf dessen Frequenz ausgestrahlt werden. In diesem Fall wird der Name des VOR zur eindeutigen Identifizierung für Navigationszwecke mit angesagt.

## Aufbau einer ATIS-Meldung
- Name des Flugplatzes
- ATIS-Buchstabe
- Zeit der Beobachtung des Flugplatzwetters
- Aktive Landebahn
- aktuelle Besonderheiten (z. B. Bauarbeiten)
- Übergangsfläche
- Windrichtung und -geschwindigkeit
- Flugsichten
- besondere Wetterlagen (z. B. Regen)
- Hauptwolkenuntergrenze
- Temperatur und Taupunkt
- QNH
- Änderungstrend

## Beispiele für ATIS-Meldungen
| This is Mönchengladbach Airport – Information Alpha – Met Report Time 1620 – expect ILS-approach runway 13 – transition level 60 – wind 140 degrees, 5 knots – visibility 9 kilometers – light rain – clouds scattered 3000 feet – temperature 24, dewpoint 18 – QNH 1018 – NOSIG – (Information Alpha out). |
| --- |

Im Klartext bedeutet diese Meldung:
- Herausgegeben vom Flugplatz Mönchengladbach
- Kennbuchstabe A (die vorangehende Meldung hieß Z, die folgende wird B heißen)
- Uhrzeit der Wettermeldung (nicht die der ATIS): 16:20 UTC
- Voraussichtliche Landebahn für Instrumentenanflug: 13
- Übergangsfläche FL 60
- Wind aus 140 Grad mit 5 Knoten
- Sichtweite: 9 Kilometer
- leichter Regen
- Leichte Bewölkung (⅜ bis ½ Bedeckung des Himmels) mit einer Wolkenuntergrenze von 3000 Fuß (über Grund)
- Temperatur 24 Grad Celsius
- Taupunkt 18 Grad Celsius
- QNH 1018 hPa (d. h. ein auf 1018 hPa eingestellter Höhenmesser zeigt am Platz die Höhe über Normalnull an)
- NOSIG = No Significant Change = Keine deutliche Veränderung zu erwarten

| Grenchen Information Oscar – Runway in use 25 25 left and right – Met Report 1550 – wind 060 degrees, 3 knots – visibility 10 kilometers or more – clouds broken 5400 scattered 7000 feet – temperature 22, dewpoint 16 – QNH 1018 – NOSIG – Transition level 70 – Glider operation in sector !Bravo! Bravo up to 5000 feet, entering prohibited – Para activity overhead – Ground Frequency not active – Grenchen Information Oscar. |
| --- |

Im Klartext bedeutet diese Meldung:
- Herausgegeben vom Flugplatz Grenchen
- Kennbuchstabe O (die vorangehende Meldung hieß N, die folgende wird P heißen)
- Voraussichtliche Landebahn: 25 (concrete) 25L (grass for glider in sector Bravo Bravo) 25R (grass for VFR)
- Uhrzeit der Wettermeldung (nicht die der ATIS): 15:50 UTC
- Wind aus 60 Grad mit 3 Knoten
- Sicht mehr als 10 Kilometer
- Wolken: ⅝ bis ⅞ Bedeckung auf 5400 Fuß; ⅜ bis ½ Bedeckung auf 7000 Fuß (über Grund)
- Temperatur 22 °C
- Taupunkt 16 °C
- QNH 1018 hPa (d. h. ein auf 1018 hPa eingestellter Höhenmesser zeigt am Platz die Höhe über Normalnull an)
- Keine deutliche Veränderung zu erwarten
- Übergangsfläche FL 70
- Segelflugzeuge im Sektor Bravo Bravo, in den mit Motorflugzeugen der Einflug verboten ist
- Fallschirmspringer direkt über dem Flugplatz
- Rollkontroll-Frequenz ist nicht besetzt, d. h. auch für Bodenoperationen muss der Tower kontaktiert werden
- Ende: Wiederholung von Grenchen Information Oscar

### Audiobeispiel
| Text                                                 | Erklärung |
| ---------------------------------------------------- | --- |
| This is Schiphol arrival information Kilo            | Herausgegeben von Flughafen Schiphol für anfliegende Flugzeuge, Kennbuchstabe K.                                                                                             |
| Main landing runway 18 Right                         | Haupt-Landebahn in Betrieb ist Bahn 18R |
| Transition level 50                                  | Übergangsfläche ist FL50. |
| 200 degrees, 11 knots                                | Wind aus 200 Grad mit 11 Knoten |
| Visibility 10 kilometres                             | Sichtweite 10 Kilometer oder mehr |
| Few 1300 feet, scattered 1800 feet, broken 2200 feet | Wolkenbedeckungsgrad in den angegebenen Höhen über dem Flugplatz |
| Temperature 15, dewpoint 13                          | Temperatur 15 °C und Taupunkt 13 °C. |
| QNH 995 hectopascal                                  | QNH 995 hPa. |
| No significant change                                | Keine signifikante Wetteränderung erwartet. |
| Contact Approach and Arrival callsign only           | Bei Kontaktaufnahme mit der Anflugkontrolle ist nur das eigene Callsign zu nennen (zur Verkürzung des Sprechfunks ohne zusätzliche Informationen wie Höhe, Anflugroute etc.) |
| End of information Kilo                              | Ende der Nachricht, erneut mit Kennbuchstabe K. |